# Гафгаз Университети
«Гафгаз Университети» (азерб. Qafqaz Universiteti Futbol Klubu) — азербайджанский футбольный клуб. Выступает в Первом дивизионе чемпионата Азербайджана по футболу. Официальное название — футбольный клуб «Гафгаз Университети». Был основан в 1993 году. Представляет в чемпионате центральный регион Азербайджана, город Баку.

## Из истории клуба
Главным спонсором а также владельцем клуба является турецкий университет «Гафгаз», созданный в Азербайджане в 1993 году. За неимением собственного стадиона, проводит игры чемпионата на сумгаитском стадионе имени Мехти Гусейнзаде, вмещающем 16.000 человек.

## Состав команды
Состав команды в сезоне 2008-2009 годов.
| No: | игрок             | страна            |
| --- | ----------------- | ----------------- |
| 1   | Радик Бабаев      | Флаг Азербайджана |
| 3   | Эдик Бабаев       | Флаг Азербайджана |
| 4   | Афсун Алиметов    | Флаг Азербайджана |
| 5   | Ильгар Агаев      | Флаг Азербайджана |
| 6   | Шихгаиб Шихгаибов | Флаг Азербайджана |
| 7   | Фаир Амиркулиев   | Флаг Азербайджана |
| 8   | Махиддин Агамов   | Флаг Азербайджана |
| 9   | Захид Таибов      | Флаг Азербайджана |
| 13  | Наиль Велиметов   | Флаг Азербайджана |
| 14  | Вахид Гашимов     | Флаг Азербайджана |
| 15  | Рашид Амирасланов | Флаг Азербайджана |
| 17  | Урфан Гаджиев     | Флаг Азербайджана |
| 19  | Натик Аббасов     | Флаг Азербайджана |
| 20  | Камран Дамиров    | Флаг Азербайджана |
| 21  | Тофик Аббасов     | Флаг Азербайджана |
| 22  | Эльвин Фаталиев   | Флаг Азербайджана |
| 24  | Самир Алисултанов | Флаг Азербайджана |
| 66  | Руслан Гафаров    | Флаг Азербайджана |